# Naswar

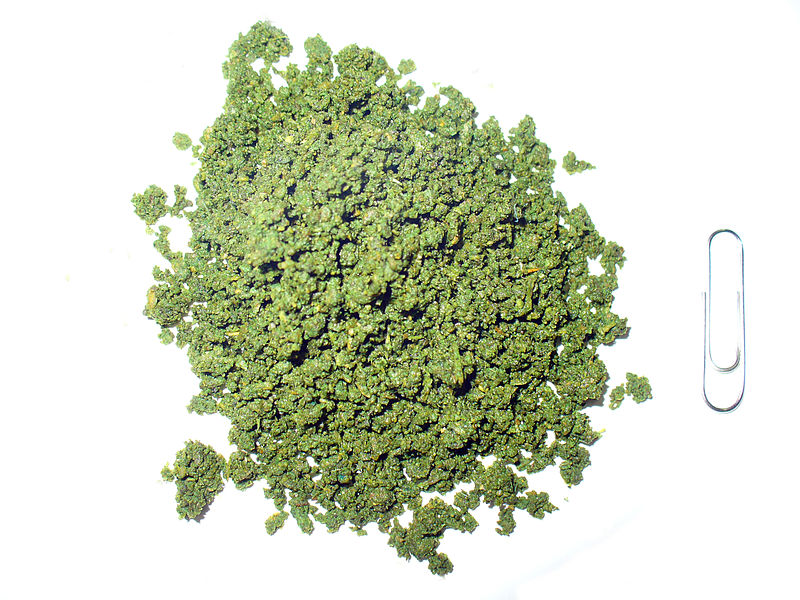
Un tas de naswar

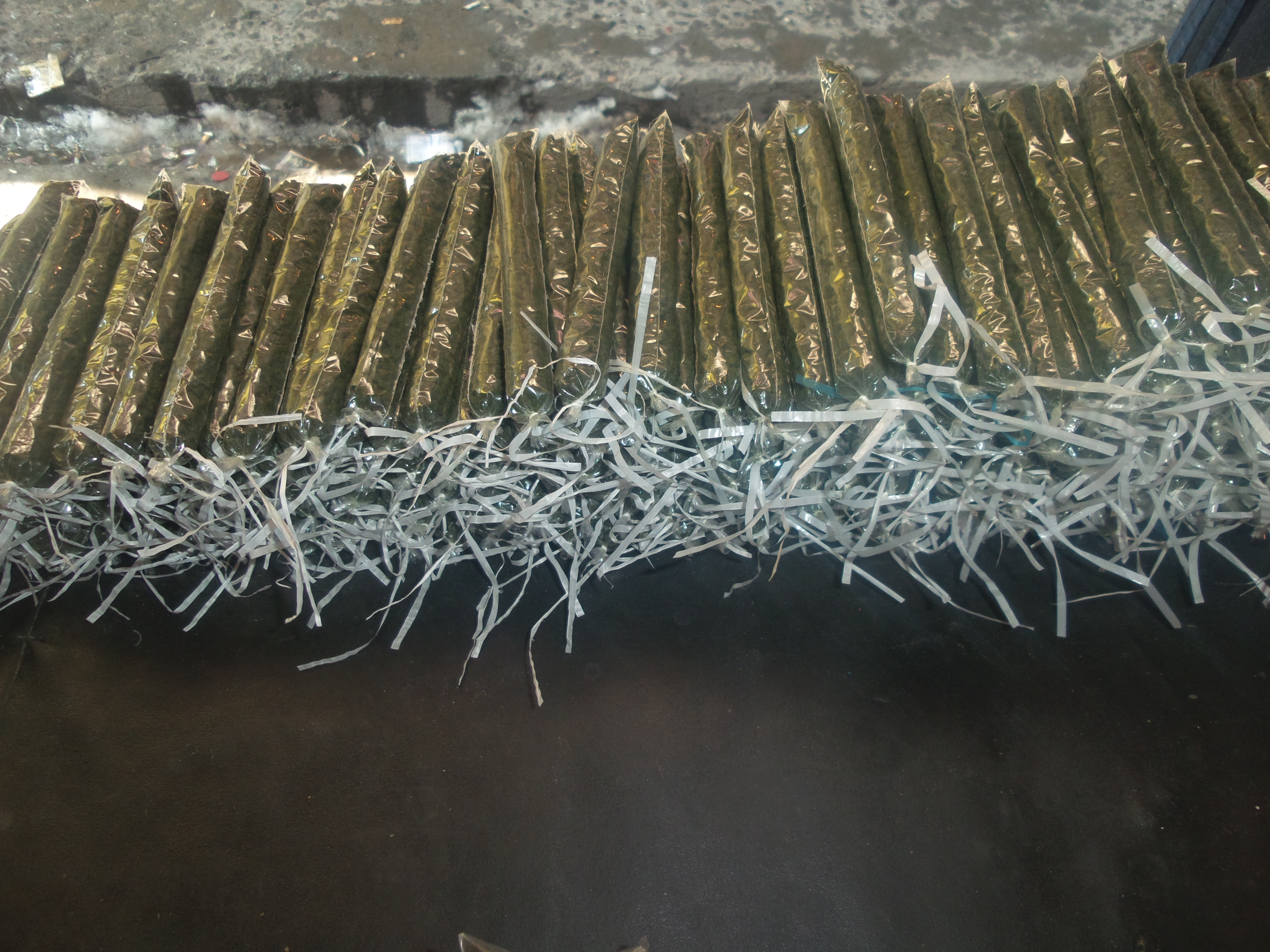
Naswar

Le naswār (en pachto : نصوار), également appelé nās ou nasvay (en alphabet cyrillique : Насвай), est une poudre humide de tabac à priser, principalement consommée au Pakistan, en Afghanistan, Iran, Inde, Kazakhstan, Ouzbékistan, Turkménistan, Tadjikistan, au Kirghizistan et en Afrique du Sud,. Il est introduit par voie buccale dans le bas de la bouche, en dessous de la lèvre inférieure, ou à l'intérieur de la joue, et y reste pendant une période prolongée. Il peut également être consommé par voie nasale.
Ce produit est comparable au tabac à mâcher et au snus. Sa consommation est très répandue chez les Pachtounes.

## Histoire
Le naswar a été introduit en Europe de l'Ouest par un moine espagnol nommé Ramón Pané, après le second voyage de Christophe Colomb vers l'Amérique entre 1493 et 1496. En 1561, Jean Nicot, ambassadeur de France à Lisbonne au Portugal, envoie du naswar à Catherine de Médicis afin de traiter les migraines persistantes de son fils.

## Fabrication
Des feuilles de tabac séchées, des morceaux de chaux, des cendres de bois provenant d'écorces d'arbres, ainsi que des colorants et des arômes sont mélangés. L'on ajoute ensuite de l'eau, et la mixture est roulée en boulettes. 

### Usage et fabrication du naswar en Afghanistan
En Afghanistan, le naswar est principalement consommé sous forme de poudre verte. Il est fabriqué en versant de l'eau dans une cavité en ciment, en y ajoutant de la lime ou du genévrier pour parfumer, puis la poudre est fumée à l'air et séchée au soleil, et enfin le tabac est ajouté. Un colorant indigo est ajouté à la mixture afin de lui donner sa couleur finale.

## Caractéristiques
Il y a deux formes de naswar : la poudre, et un autre type sous forme de pâte mélangée avec de la chaux. Le produit a une forte odeur âcre, et a un goût subtil lorsqu'il se mélange à la salive durant la consommation. L'effet de la nicotine apparaît dans les cinq minutes après l'introduction du naswar dans la bouche, produisant une légère sensation de brûlure au niveau de la langue et de la lèvre inférieure à cause de son niveau de pH très élevé.

## Coût
Disponible dans la plupart des bureaux de tabac afghans, le naswar coûte en moyenne 10 afghanis pour une boulette de 15 grammes.

## Controverse
En novembre 2006, un éditorial du journal pakistanais Daily Times a été controversé quant à sa représentation prétendument biaisée de la prédilection des Pachtounes pour le naswar.

## Effets secondaires et maladies
La consommation de naswar est addictive,. Une utilisation de ce produit sur le long terme peut provoquer des cancers de la bouche et des voies aérodigestives supérieures,, et plus rarement du poumon et de l'estomac. Le naswar serait plus nocif et nuisible à la santé que le tabagisme,.